# Lambada (sång)
"Llorando se fue", mer känd som "Lambada" eller "Chorando Se Foi (Lambada)", är en sång skriven av Ulises Hermosa, inspelad första gången 1982.  Den mest kända versionen är versionen från 1989 inspelad av den franska popgruppen Kaoma med brasilianska sångaren Loalwa Braz (1953–2017). Den blev första singel ut från Kaomas debutalbum Worldbeat. Musikvideon spelades in på Cocosstranden i staden Trancoso, i brasilianska delstaten Bahia, och innehöll brasilianska barnstjärnduon Chico & Roberta.
Sången på portugisiska är en mixmcover av "Márcia Ferreiras ""Chorando se foi" från 1986 samt Cuartetos "Llorando se fue" (första upbeatversion av låten att innehålla dragspel) från 1984, utgiven på peruanska skivmärket Infopesaoch producerad av Alberto Maravi; och båda sångerna var i sin tur versioner av bolivianska sången Llorando se fue från 1981 av Los Kjarkas.

## Format och låtlista
7" single CBS
1. "Lambada" – 3:28
2. "Lambada" (instrumental) – 3:48

12" maxi CBS
1. "Lambada" (utökad version) – 6:44
2. "Lambada" (instrumentalversion) – 3:48

## Listplaceringar
| Lista (1989)                        | Högsta placering |
| ----------------------------------- | ---------------- |
| Österrikes singellista              | 1                |
| Nederlandse Top 40                  | 1                |
| European Hot 100 Singles            | 1                |
| Finlands (officiella lista)         | 1                |
| Frankrikes SNEP-singellista         | 1                |
| Tysklands singellista               | 1                |
| Irlands singellista                 | 4                |
| Italiens singellista                | 1                |
| Japans Oricon-vecko-singellista     | 12               |
| Norges singellista                  | 1                |
| Sveriges singellista                | 1                |
| Schweiz singellista                 | 1                |
| Storbritanniens singellista         | 4                |
| Lista (1990)                        | Högsta placering |
| Australiens ARIA-singellista        | 5                |
| USA:s Billboard Hot 100             | 46               |
| USA:s Billboard Hot Latin Tracks    | 1                |
| USA:s Billboard Hot Dance Club Play | 21               |

| Lista (1989)            | Högsta position  |
| ----------------------- | ---------------- |
| Österrikes singellista  | 3                |
| Frankrikes singellista  | 1                |
| Schweiz singellista     | 4                |
| Lista (1990)            | Högsta placering |
| Australiens singellista | 24               |

| Land          | Cerifiering | Datum            | Cerifierade sålda exemplar | Fysiska sålda exemplar |
| ------------- | ----------- | ---------------- | -------------------------- | ---------------------- |
| Kanada        | Guld        | 28 februari 1990 | 50 000                     |                        |
| France        | Platina     | 1989             | 1 000 000                  | 1 735 000              |
| Västtyskland  | 2 × platina | 1989             | 1 000 000                  |                        |
| Japan         | Platina     | 1989             |                            | 266 000                |
| Nederländerna | Platina     | 1989             | 60 000                     |                        |
| Sverige       | Platina     | 9 januari 1990   | 50 000                     |                        |
| Schweiz       | Guld        | 1989             | 25 000                     |                        |
| UK            | Guld        | 1 februari 1990  | 400 000                    |                        |

### Fotnoter
1. ↑  Cuevas, Aleja. ”Llorando se fue, el mito boliviano” (på spanska). www.laprensa.com.bo. La Prensa. Arkiverad från originalet den 26 november 2016. https://web.archive.org/web/20161126132816/http://www.laprensa.com.bo/diario/entretendencias/escena/20110814/llorando-se-fue-el-mito-boliviano_3470_6398.html. Läst 26 november 2016.
2. ↑  http://www.facebook.com/photo.php?fbid=156206137774718&set=a.125312210864111.19181.125280644200601&theater
3. ↑  http://books.google.com/books?id=Lpv25quOSnwC&pg=PA30&dq=cuarteto+continental+lambada+perou&hl=en&ei=57uZTfD3JaaJ0QG77r2FDA&sa=X&oi=book_result&ct=result&resnum=1&ved=0CCoQ6AEwAA#v=onepage&q&f=false
4. 1 2 3 4 5 6 7  "Lambada", på olika singellistorLescharts.com Arkiverad 24 november 2012 hämtat från the Wayback Machine. (Läst 13 december 2007)
5. ↑  ”De Nederlandse Top 40, week 39, 1989”. Arkiverad från originalet den 11 februari 2009. https://web.archive.org/web/20090211163852/http://www.radio538.nl/web/show/id%3D44685/chartid%3D5005. Läst 14 juli 2008.
6. ↑  Nyman, Jake (2005) (på finska). Suomi soi 4: Suuri suomalainen listakirja (1st). Helsinki: Tammi. ISBN 951-31-2503-3
7. ↑  Irlands singellista Irishcharts.ie (Läst 20 augusti 2008)
8. ↑  "Lambada", Italian Singles Chart Hit parade Italia (Läst 31 maj 2008)
9. ↑  "Lambada", UK Singles Chart Chartstats.com (Läst 20 augusti 2008)
10. 1 2 3  Billboard [Lambada på Allmusic (engelska) Allmusic.com] (Läst 20 augusti 2008)
11. ↑  1989 Austrian Singles Chart Austriancharts.at Arkiverad 10 juli 2011 hämtat från the Wayback Machine. (Läst 20 augusti 2008)
12. ↑   1989 Swiss Singles Chart Hitparade.ch Arkiverad 5 november 2013 hämtat från the Wayback Machine. (Läst 20 augusti 2008)
13. ↑  1990 Australian Singles Chart aria.com (Läst 20 augusti 2008)
14. ↑  Canada certifications cria.ca Arkiverad 12 april 2009 hämtat från the Wayback Machine. (Läst 20 augusti 2008)
15. ↑  Elia Habib, Muz hit. tubes, p. 164 (ISBN 2-9518832-0-X)
16. ↑  Kaoma's certifications and sales See: "Les Ventes" ⇒ "Toutes les certifications depuis 1973" ⇒ "KAOMA" Infodisc.fr Arkiverad 29 oktober 2012 hämtat från the Wayback Machine. (Läst 12 december 2007)
17. ↑  ”Gold-/Platin-Datenbank ('Lambada')” (på German). Gold-/Platin-Datenbank ('Lambada'). Bundesverband Musikindustrie. http://www.musikindustrie.de/gold_platin_datenbank/?action=suche&strTitel=Lambada&strInterpret=&strTtArt=alle&strAwards=checked. Läst 1 augusti 2008.
18. ↑  ”List of best-selling international singles in Japan”. JP&KIYO. 19 mars 2002. Arkiverad från originalet den 4 mars 2016. https://web.archive.org/web/20160304054247/http://homepage1.nifty.com/tuty/chart_japan_yougaku_singlesales3.htm.
19. ↑  Dutch certifications nvpi.nl Arkiverad 3 december 2019 hämtat från the Wayback Machine. (Läst 9 december 2008)
20. ↑  Swedish certifications Ifpi.se Arkiverad 21 maj 2012 hämtat från the Wayback Machine. (Läst 14 maj 2012)
21. ↑  Swiss certifications Swisscharts.com Arkiverad 1 augusti 2013 hämtat från the Wayback Machine. (Läst 20 augusti 2008)
22. ↑  UK certifications Bpi.co.uk (Läst 20 augusti 2008)